# Polen op het Eurovisiesongfestival 2011

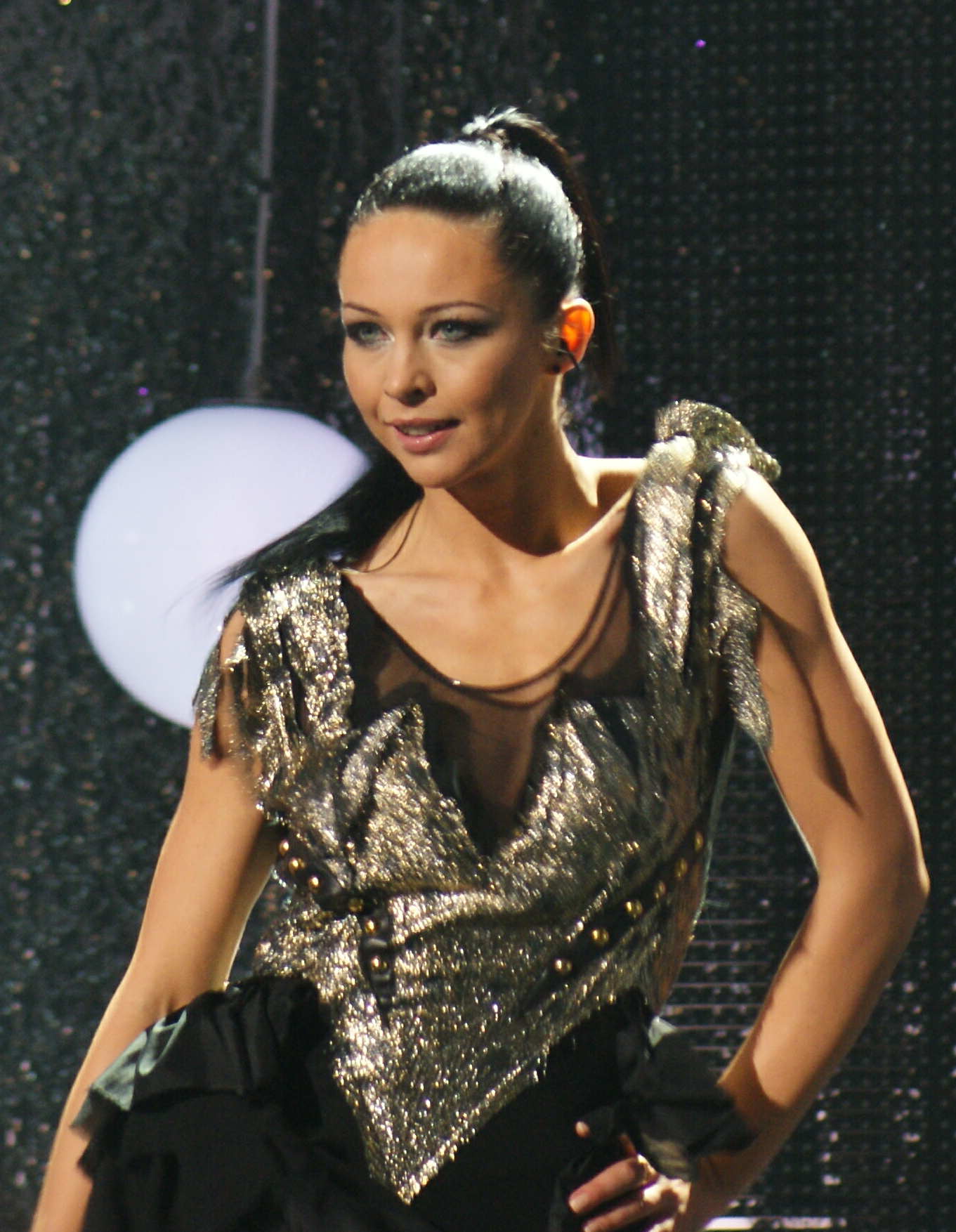
Magdalena Tul tijdens Krajowe Eliminacje 2011.

Polen nam deel aan het Eurovisiesongfestival 2011 in Düsseldorf, Duitsland. Het was de 16de deelname van het land op het Eurovisiesongfestival. De selectie verliep via Krajowe Eliminacje 2011, op 14 februari 2011. TVP was verantwoordelijk voor de Poolse bijdrage voor de editie van 2011.

## Selectieprocedure
Op 5 november 2010 opende Telewizja Polska de inschrijvingen voor het Eurovisiesongfestival 2011. Tot 21 december konden geïnteresseerde artiesten nummers insturen. Artiesten moesten over de Poolse nationaliteit beschikken. Tekstschrijvers en componisten moesten op zijn minst Poolse wortels hebben. Op 29 december gaf de Poolse nationale omroep de lijst met geselecteerde artiesten vrij. De omroep behield zichzelf wel het voorrecht extra artiesten uit te nodigen voor deelname. Op 19 januari maakte TVP de eerste drie wildcards bekend. Tevens werd The Positive gediskwalificeerd, daar het lied Control reeds voor 1 september was uitgebracht, wat verboden is volgens de EBU-regels. Twee dagen later volgende de volgende drie wildcards. Tijdens de finale kon enkel gestemd worden per sms. Net zoals de voorbij twee jaar vond deze finale plaats op Valentijnsdag.
Met meer dan 20% voorsprong op de nummer twee, won Magdalena Tul Krajowe Eliminacje 2011 met het nummer Jestem, waardoor zij Polen zou vertegenwoordigen op het zesenvijftigste Eurovisiesongfestival.

## Krajowe Eliminacje 2011
| Plaats | Artiest       | Lied                       | Stemmen |
| ------ | ------------- | -------------------------- | ------- |
| 1      | Magdalena Tul | Jestem                     | 44,57%  |
| 2      | Anna Gogola   | Ktoś taki jak ty           | 22,57%  |
| 3      | Alizma        | Bow to the bow             | 12,76%  |
| 4      | The Trash     | Things go better with rock | 4,56%   |
| 5      | SheMoans      | Supergirl                  | 3,56%   |
| 6      | Ajda Fijal    | Hot like fire              | 3,30%   |
| 7      | Zosia         | Scream out louder          | 2,92%   |
| 8      | Roan          | Maybe                      | 2,20%   |
| 9      | Formuła RC    | Ja, ty i ty i ja           | 1,80%   |
| 10     | IKA           | Say                        | 1,76%   |

## In Düsseldorf
In Düsseldorf trad Polen aan in de eerste halve finale, op 10 mei. Polen was als eerste van negentien landen aan de beurt, gevolgd door Noorwegen. Bij het openen van de enveloppen bleek dat Magdalena Tul zich niet had weten te plaatsen voor de finale. Na afloop van het festival werd duidelijk dat Polen zelfs troosteloos negentiende en laatste was geworden in de eerste halve finale, met amper 18 punten. Het was voor de tweede keer in de geschiedenis dat Polen op de laatste plaats eindigde, na 2008.